# Чхартишвили, Дато
Дато Чхартишвили (груз. დათო ჩხარტიშვილი, род. 27 сентября 1996) — грузинский борец греко-римского стиля, призёр чемпионатов Европы.

## Биография
Родился в 1996 году. В 2016 году выиграл первенство мира среди юниоров. В 2017 году завоевал бронзовую медаль чемпионата Европы среди борцов моложе 23 лет, в 2018 году повторил этот результат.
В 2018 году стал бронзовым призёром чемпионата Европы.
На Европейских играх в Минске в весовой категории до 60 кг сумел завоевать бронзовую медаль.